# Förplägnad
|  | Wiktionary har ordboksartiklar om förpläga, förplägnad och Verpflegung. |

Förplägnad (av tyska: Verpflegung, militärförkortning: förpl) är framför allt ett militärt begrepp som hänvisar till proviantering och utspisning (givande av mat och dryck, etc) i fält och dito.
Förplägnad är verbalsubstantiv till förpläga, som betyder utspisa och underhålla den mat som en enhet ska ha.

## Förplägnadstjänst (Sveriges försvarsmakt)
I Sveriges försvarsmakt omfattar förplägnadstjänst följande enligt 1998 års Underhållsreglemente, Förplägnadstjänst (UhR Förpl):
- livsmedelsförsörjning
- vattentjänst
- förvaring, hantering, transport och utlämning av livsmedel
- matlagning
- förvaring och transport av varmhållen mat och dryck
- utspisning av mat och dryck
- enskild eller gruppvis tillagning av livsmedel och speciallivsmedel
- handhavande, vård och reparation av förplägnadsmateriel
- diskning

### Skrift
- Underhållsreglemente för Försvarsmakten, Förplägnadstjänst (UhR Förpl) Del 1. Stockholm: Försvarsmaktens underhållscentrum. 1998-11-23. https://www.yumpu.com/sv/document/read/18893989/kokspis-102-mt-picr. Läst 24 mars 2023